# Oprostovice
Oprostovice (deutsch Oprostowitz) ist eine Gemeinde in Tschechien. Sie liegt 13 Kilometer östlich von Přerov und gehört zum Okres Přerov.

## Geographie
Oprostovice befindet sich südlich des Maleníkwaldes in der Podbeskydská pahorkatina (Vorbeskidenhügelland). Das Dorf liegt linksseitig über dem Tal des Baches Vidláčský potok an einer Kuppe im Quellgebiet des Baches Oprostovický potok. Südöstlich erhebt sich der Dubanec (310 m) und im Süden der Kleštěnec (287 m).
Nachbarorte sind Vidláč und Lhota im Norden, Radotín und Soběchleby im Nordosten, Dolní Nětčice und Horní Nětčice im Osten, Símře und Žákovice im Südosten, Lhotsko, Blazice und Radkova Lhota im Süden, Bezuchov im Südwesten, Šišma und Prusínky im Westen sowie Sušice, Kudlov und Kladníky im Nordwesten.

## Geschichte
Die erste schriftliche Erwähnung des Ortes erfolgte im Jahre 1241. Urkundlich nachweisbar ist Zoprostowicz seit 1368 als Sitz des Vladiken Jezdon von Zoprostowicz. Der Ortsname leitet sich nach Bohumil Zlámal von einem Vladiken Oprosta her. Im Jahre 1397 verkaufte Erhart von Zoprostowicz die Feste an Vítek von Roštění. Weitere Namensformen waren Oprostovice (1415), Oprostowicze (1437), Opprostowitz (1675) und Oprostowitz (1771). Zu den weiteren Besitzern gehörte Jan Lapka, der die Feste 1447 an Peter von Lhotka veräußerte. Im 16. Jahrhundert wurde das Dorf Teil der Herrschaft Dřevohostice. Karl der Ältere von Zerotein verkaufte 1617 die Herrschaft mit den zugehörigen Dörfern Turovice, Nahošovice, Hradčany, Šišma, Pavlovice, Prusínky, Kladníky, Bezuchov, Oprostovice, Žákovice, Mrlínek, Sovadina, Lhota, Radkovy, Lipová und Křtomil für 95.000 mährische Gulden an Jan Skrbenský von Hříště. Wegen seiner Beteiligung am Ständeaufstand 1618 verlor dieser nach der Schlacht am Weißen Berg seine Güter. Die Herrschaft Dřevohostice wurde an Zdeněk Vojtěch Popel von Lobkowicz verkauft. Zdeněks Sohn Wenzel Eusebius von Lobkowicz veräußerte im Jahre 1635 die Dörfer Šišma, Kladníky, Bezuchov, Oprostovice, Žákovice, Mrlínek, Sovadina, Radkova Lhota, Radkovy, Lipová und Křtomil an den Besitzer der Herrschaft Bystřice pod Hostýnem, Johann Anton von Rottal. Die Matriken werden seit 1718 in Soběchleby geführt. Das älteste Ortssiegel zeigt einen Schar, umrändert von einem Herz, einer Krone und einem Reichsapfel sowie der Umschrift PECET DIEDINI OPROSTOWIC. 1847 zerstörte ein Großfeuer 19 der 31 Holzhäuser des Dorfes. Beim Wiederaufbau von Oprostovice entstanden die ersten gemauerten Chaluppen. Bis zur Mitte des 19. Jahrhunderts blieb das Dorf nach Bystřice untertänig.
Nach der Aufhebung der Patrimonialherrschaften bildete Oprostovice/Oprostowitz ab 1850 eine Gemeinde in der Bezirkshauptmannschaft Holleschau. Die Freiwillige Feuerwehr bildete sich 1943. Während der deutschen Besetzung wurde die Gemeinde 1942 dem Bezirk Mährisch Weißkirchen zugeordnet, nach dem Ende des Zweiten Weltkrieges kam Oprostovice 1945 wieder zum Okres Holešov zurück. Im Jahre 1949 wurde die Gemeinde dem Okres Přerov zugeordnet. 1976 wurde Oprostovice dem Örtlichen Nationalausschuss Dřevohostice angeschlossen und 1983 gänzlich nach Dřevohostice eingemeindet. Seit 1990 bildet Oprostovice wieder eine eigene Gemeinde.

## Gemeindegliederung
Für die Gemeinde Oprostovice sind keine Ortsteile ausgewiesen.

## Sehenswürdigkeiten
- Kapelle der Jungfrau Maria mit viereckigem Glockenturm, auf dem Dorfplatz
- Štěpán-Kapelle
- Betsäule
- Steinkreuz, gestiftet 1859 von der Familie Jančík
- Steinkreuz aus dem Jahre 1847, am nordwestlichen Ortsausgang
- 150–200-jährige Sommereiche am nordöstlichen Ortsrand, das 19 m hohe Baumdenkmal hat einen Stammumfang von 3,85 m.

## Söhne und Töchter der Gemeinde
- Bohumil Zlámal (1904–1984), Theologe und Historiker, Professor für Kirchengeschichte an der Theologischen Fakultät der Universität Olomouc